# 게파트 대물저격총
게파트 대물저격총은 1991년 헝가리에서 개발한 대물 저격총이다.

## 개요
헝가리의 대물 저격총으로 지속적으로 개량되어 생김새와 사용 탄종이 바뀌고 있다.
헝가리군은 특수전용으로 장갑차량을 상대할 대물저격총이 필요했고 1987년 개발을 시작하여 1990년에 처음으로 실전에 사용되었다.특수 목적용으로 개발되어 수량은 많지 않았다.

## 대중 문화
- 배틀그라운드에서 Lynx amr로 등장한다.
- 서든어택에서 등장한다.